# Obrajes en la Nueva España

Antiguo Obraje de Melchor Diez de Posadas en Chimalistac

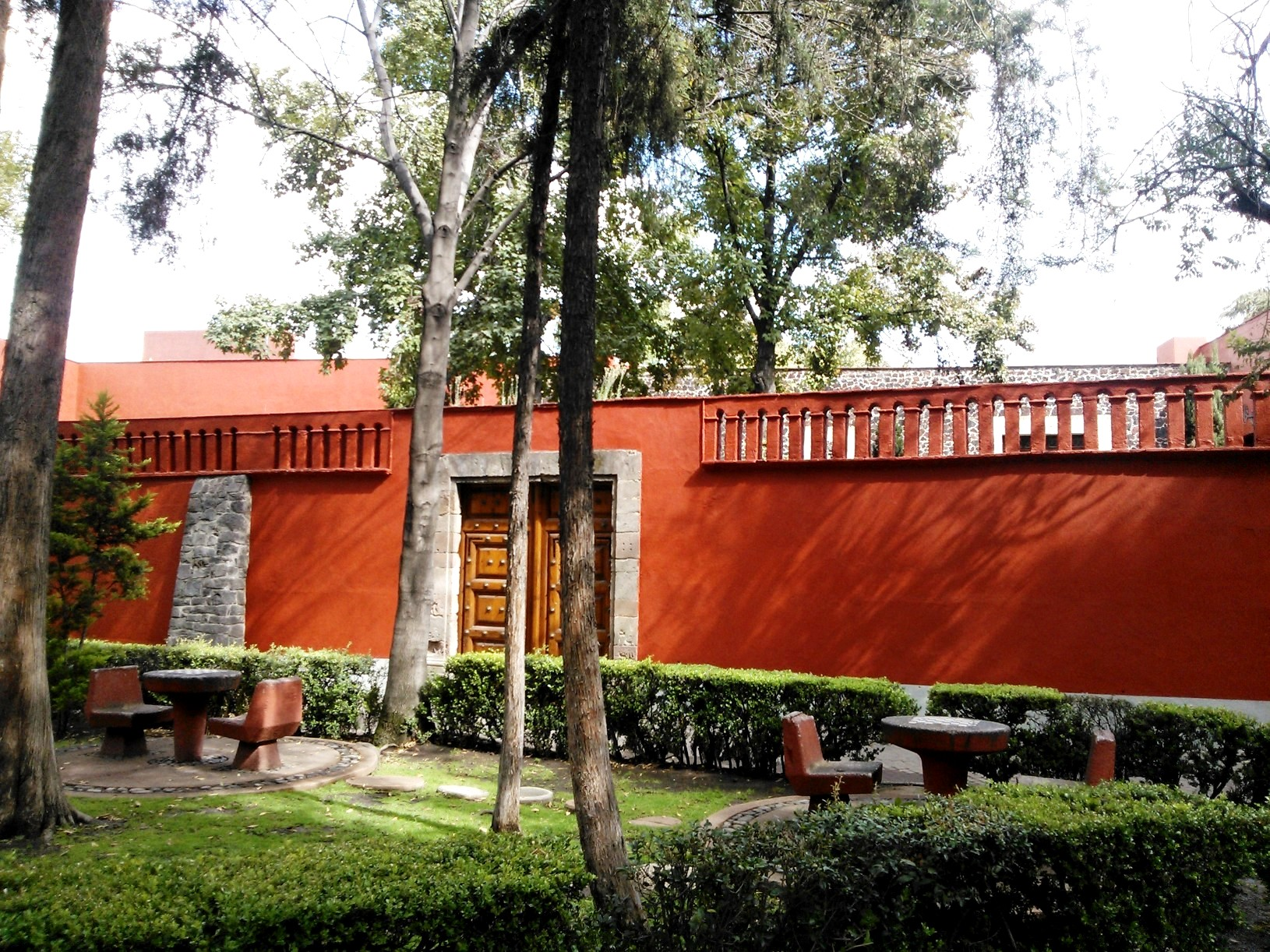
Antiguo obraje de Mixcoac

Los obrajes en la América virreinal, y especialmente en la Nueva España, eran pequeñas industrias que existieron desde mediados del siglo XVI hasta el siglo XIX, donde en su mayoría los indígenas fabricaban productos textiles, manejado de modo anárquico, pues cada establecimiento fijaba sus propias reglas y condiciones laborales, algunas de las cuales constituían brutales abusos contra los trabajadores, lo que motivaba la enfermedad y muerte de estos, o, en otros casos, la fuga de los trabajadores.[cita requerida]

## Historia
Durante los siglos mil XVI y XVII,  la economía en México era regulada muy de cerca para evitar que Nueva España compitiera con España.[cita requerida] México producía muy poco en cuanto a bienes manufacturados, por ejemplo, en cuanto a bienes de exportación se trataba. Casi todos los bienes de lujo en España tenían que importar
e de comerciantes españoles aunque la mayoría de ellos no tenían origen español debido a que España había descuidado su propia industria y comercio. Telas caras eran importadas por España de lugares como el norte de Europa mientras que se prohibía la producción de ropajes finos en las colonias. Por ejemplo, la seda floreció por un tiempo en México, especialmente, durante el siglo XVI. No obstante, su producción fue desalentada por objeciones de comerciantes de seda de España y, finalmente, por la competencia de precios contra la seda barata de China.
El virrey Martín Enríquez de Almansa (1568-1580) intentó impulsar, sin éxito, la exportación de lana novohispana a la península ibérica. Las necesidades de un consumo local y la correspondiente iniciativa de empresarios españoles, que no sólo abastecieron su propio mercado sino que empezaron a exportar a Perú y Guatemala, hicieron que los obrajes en que se elaboraban telas de lana, algodón, jergas, frazadas, sombreros y aun algunos en que se labraba la seda, se extendieran a los principales centros del virreinato.[cita requerida]
Aun así, hubo muchos productos para el uso cotidiano que salían de pequeñas industrias en México. La ropa hecha de algodón y lana eran manufacturadas en obrajes que eran los molinos textiles locales que existían en varios lugares, especialmente, la Ciudad de México, Puebla y Querétaro.
Desde antes de la conquista de los españoles, el algodón era una fibra muy utilizada por los indígenas para la confección de prendas de vestir y mantas. De hecho, el algodón fue acogido por los españoles cuando el esquilmo de lana no bastaba para proveer de materia prima a los obrajes; también, tenía un uso militar debido a que los españoles adoptaron el uso del acolchado “escaupil” aborigen en sustitución del coselete de cuero que protegía al soldado de infantería con una coraza ligera.
Ya que muy pocos podían costear ropa fina importada los molinos locales eran numerosos tanto que existían más de ochenta por el año de 1571. En ellos se tejían paños negros o de color, que se vendían en todo el territorio novohispano y se exportaban a Guatemala y Perú. Los talleres se multiplicaron a finales del siglo: para 1604, había más de 114 grandes obrajes, distribuidos en la Ciudad de México, Xochimilco, Puebla, Tlaxcala, Tepeaca, Celaya y Texcoco. Muchos otros se localizaban en Querétaro, Guazindeo (Salvatierra) y Valladolid, así como en Saltillo, desde donde se abastecían a los centros mineros de Zacatecas, Mazapil, Sombrerete, Chalchihuites, Veta Grande, Jerez, Fresnillo, Valparaíso, Teúl, Pánuco, lo mismo que de Durango y San Luis Potosí, sin embargo, así como muchos talleres pequeños, estos no se incluyeron en la cuenta de 1604.[cita requerida]
Hasta el siglo XVIII, cuando los molinos poderosos de Europa inundaron los mercados con ropa barata, los obrajes mexicanos emplearon miles de trabajadores para satisfacer la demanda creciente de textiles. Las condiciones en los obrajes variaban pero, en algunos casos, los trabajadores eran virtualmente aprisionados en fábricas donde la explotación era común.[cita requerida] Los obrajes y los talleres eran, por lo general, instituciones más coercitivas que otras como lo fue la hacienda. Por ello, los obrajes son razón del surgimiento del peonaje a lo largo del siglo XVII, en la forma en que se conoce hasta épocas muy posteriores.[cita requerida]
El obraje resultaba una empresa costeable pues la principal inversión era la mano de obra y para adquirirla los obrajeros se valieron de los pueblos de indios. Empleaban a personas condenadas por diversos delitos a la prestación de servicios forzosos; a los trabajadores contratados, cuya mayoría eran indios naboríos, trataban de retenerlos con el endeudamiento, es decir, con el adelanto de salarios y pagos en especie que les daban a elevado precio. El trabajador endeudado era obligado a permanecer en el obraje hasta satisfacer el monto de los adelantos, y éstos solían renovarse y acrecentarse de tal suerte que muchas veces el trabajador pasaba el resto de su vida en las casas de los obrajes.[cita requerida]
Otros elementos manufacturados eran producidos por los muchos artesanos de la colonia como lo fueron los sastres, los herreros, los orfebres, los fabricadores de candelabros, entre otros. Existían asociaciones, o gremios, para cada uno de estos oficios. Por el final del siglo XVI, los gremios bien establecidos arreglaron el problema de la calidad de los bienes y el precio del trabajo. Por un lado, a los no españoles se les permitía unirse a los gremios, pero solo los blancos podían adquirir las posiciones importantes. Por otro lado, en un sentido más positivo, los gremios eran protectores de sus miembros, recolectaban provisiones para aquellos que sufrían accidentes y enfermedades, así como también, extendían ayuda a las viudas. También eran activos promoviendo celebraciones religiosas y proyectos filantrópicos para la comunidad.[cita requerida]
Eventualmente existieron unos cien gremios en la Ciudad de México. Un gremio de comerciantes profesionales, el Consulado, se estableció en la capital en 1592. Su función era arbitrar disputas comerciales para proteger los intereses de los comerciantes, establecer reglas de conducta para los negocios y fomentar los intereses de la comunidad. El entretejido social imperante en el obraje eran los cardadores e hilanderos que conformaban la fuerza laboral que constituía parte material adscrita a la propiedad del obrajero; la postración total de estos últimos fundamenta el carácter de la extorsión laboral por lo cual castigos como azotes, vigilias y ayunos voluntarios eran empleados para arribar a la cuota media de trabajo social.[cita requerida]

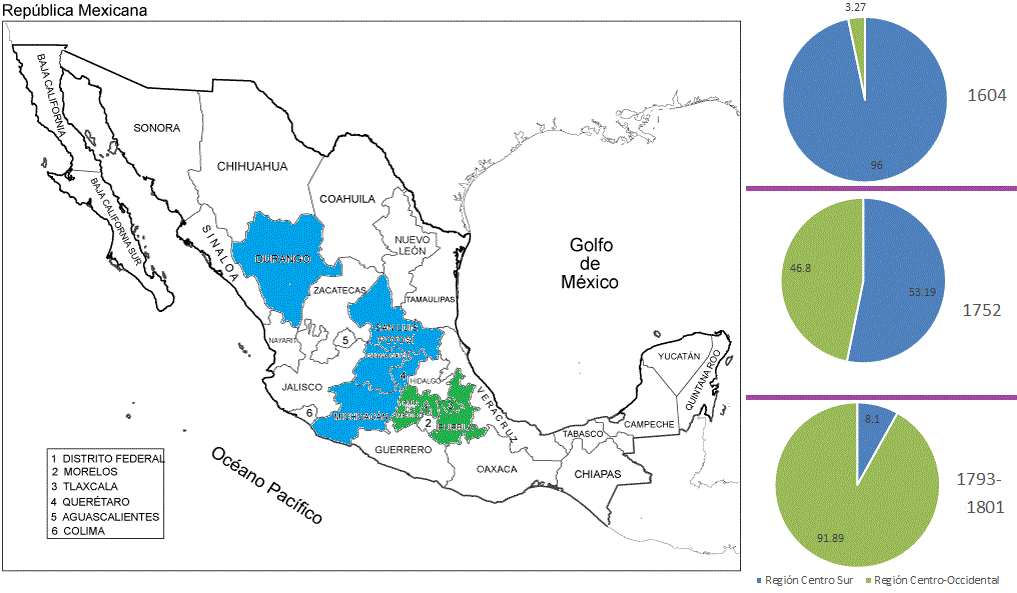
Obrajes importantes en la Nueva España desde el año 1604 al período de 1793-1801: Localización y porcentaje en las regiones Centro Sur y Centro- Occidental

Del año 1604 al periodo de 1793-1801 existió una relocalización del obraje novohispano en la región centro occidental –que considera los obrajes en Acámbaro, Celaya, Durango, León, Querétaro, Salvatierra, San Luis Potosí, San Miguel el Grande, Valladolid- o bien en la villa de Santiago del Saltillo y la villa de Parras, cuyos textiles servían para abastecer en parte la demanda de éstos en las zonas mineras de Mazapil Zacatecas, Fresnillo, Jerez, Chalchihuites, Veta Grande, entre otros, así como de Durango y San Luis Potosí, debida a dos coyunturas diferentes.[cita requerida]
La primera, grosso modo, tiene un periodo que empieza desde la segunda mitad del siglo XVI y el primer tercio del siglo XVII. La suerte del mercado interno y, sobre todo, el mercado entre regiones de la Nueva España explican esta coyuntura de nivel alto ya que a ella corresponde un sistema de trabajo compulsivo apoyado en la esclavitud, tanto de indios desafiantes de la dominación española como de negros africanos, al que condujo la negativa de la Corona de conceder indios de repartimiento; los centros urbanos receptores de esta coyuntura fueron los de la región centro sur -que considera los obrajes en Puebla-Tlaxcala (Puebla, Cholula, Tepeaca y Tlaxcala), la Ciudad de México y Texcoco-.[cita requerida]
La segunda coyuntura correspondió a un nivel inferior. La suspensión del comercio entre las colonias americanas de la Corona, del que dependían vitalmente al menos los obrajes de Puebla, puso término al apogeo de la primera coyuntura; esta data de mediados del siglo XVII hasta finales del siglo XVIII, correspondiendo el turno a la región del Bajío y particularmente a la ciudad de Querétaro, cuyo auge fue apoyado fuertemente en el esplendor minero y agrícola de aquella región; el crecimiento de una región corre a cuenta del declive de otra, el cual es un fenómeno típico de toda sociedad afectada de una “reproducción simple extensiva”. La impresión general que se tiene de este otro momento coincidió con el uso generalizado de fuerza de trabajo “libre” que por préstamos o adelantos de salario fue sometida compulsivamente al trabajo hasta el momento de resarcir su deuda lo cual disminuyó las erogaciones de los propietarios y condujo al derroche de energía humana en obrajes, minas, haciendas e ingenios.[cita requerida]
Puebla, fue la primera ciudad textil de México y los hilados y los tejidos constituyeron la industria más importante en la economía general lo cual la convirtió en un emporio industrial. En el siglo XVII, se manifestó el crecimiento de la industria algodonera poblana y la pañera de otros centros.[cita requerida]
Sin embargo, la prosperidad que duró hasta finales del siglo XVIII no tuvo una larga duración debido a que estaba basada en la guerra. Alrededor de 1813, los tejedores ya empobrecidos vendían sus productos a comerciantes y compraban otros por su cuenta no entregando el trabajo a su patrón. Al año siguiente se promulga en la Nueva España la abolición de gremios. En 1820 los tejedores ya no se quejan de los comerciantes sino de los regatones que eran capitalistas parias que compraban tejidos defectuosos para revenderlos y quienes no tienen medios suficientes para presionar al artesano o para hacerle competencia. En 1833, el tejedor ha conservado su independencia al vender su manta en trato directo con el comerciante.[cita requerida]
En el siglo XIX cunde la revolución industrial cuya rapidez de evolución en México después de la Independencia se debe en parte a la desaparición de las inhibiciones inherentes al dominio español como español y no como dominio colonial. En este período es donde los obrajes evolucionan y se convierten en fábricas como La Constancia, La Economía, El Patriotismo y varias otras, que en 1843 se convirtieron en las más grandes de Puebla.[cita requerida]

## Condiciones de trabajo en los obrajes

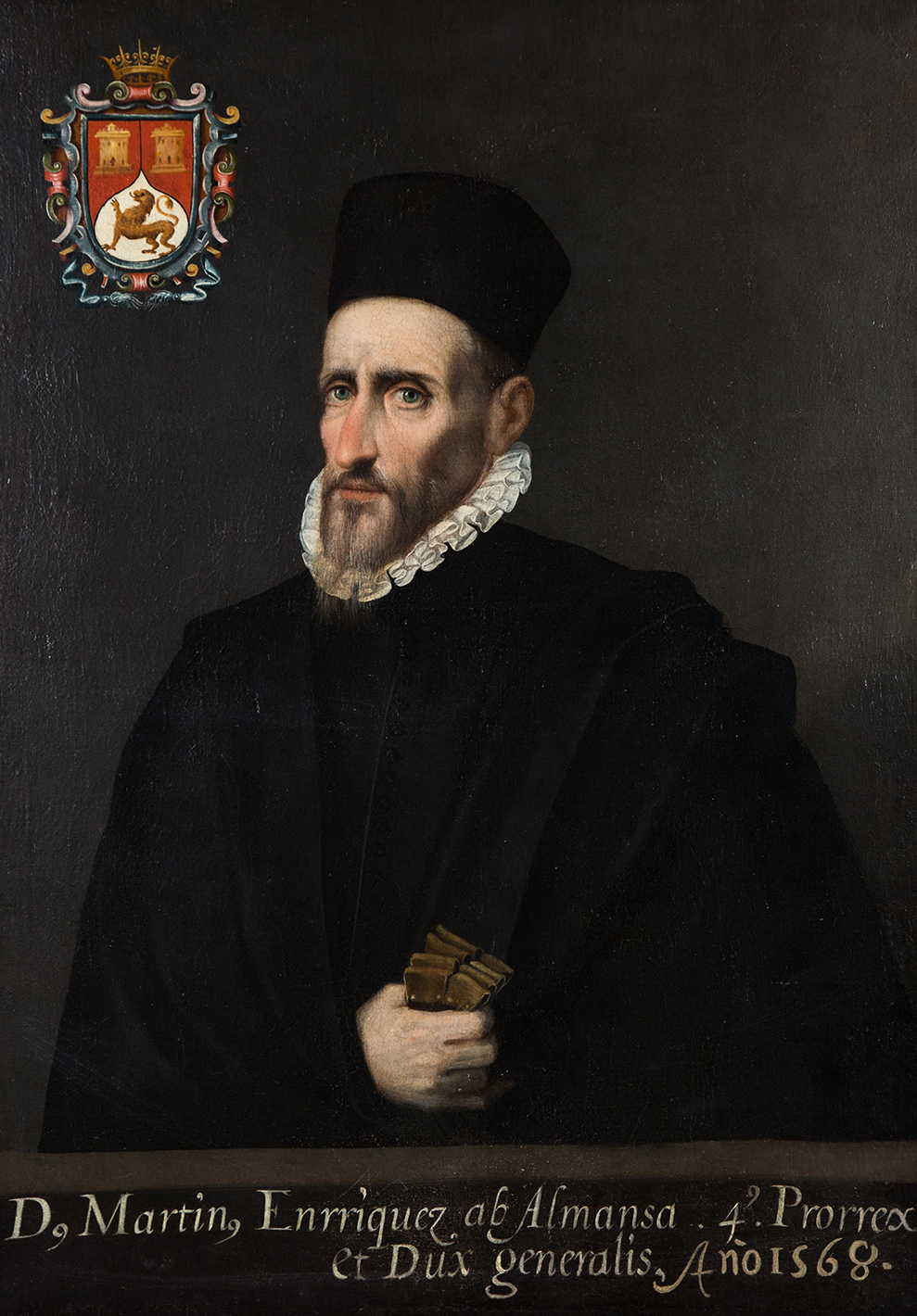
El virrey de Nueva España Martín Enríquez de Almansa.

El virrey Martín Enríquez de Almansa y Ulloa (1568-1580) dictó muchas ordenanzas y mandamientos para desterrar los abusos en los obrajes pero el fraude y el soborno a las autoridades encargadas de su ejecución contrarrestaron las buenas intenciones del gobernante. En realidad las disposiciones dictadas para el buen trato de los indios que trabajaban en los obrajes, y las que se tomaron para liberar a indios, mulatos, mestizos y negros cautivos en ellos, se inician desde 1560 y cubren los siglos posteriores. Este hecho hace ver el grado de ineficacia de tales medidas protectoras y la fuerza creciente de los obrajeros; también hacen percibir el crecimiento del número de obrajes, ya que los mandamientos en favor de trabajadores se refieren a nuevos talleres; existen muchos sin licencia, y se conceden nuevas licencias, para abrir obrajes advirtiendo que no se empleen indios, o, en los casos en que se permitía, se fijaban condiciones de buen tratamiento.[cita requerida]
Frente al crecimiento de los obrajes y los males que traían aparejados para los trabajadores, tomando en cuenta que muchas personas tenían obrajes, se intentó reducirlos a las ciudades de México, Puebla, Antequera (Oaxaca) y Valladolid. Se pensaba en el año de 1599 que en estas ciudades, por ser cabezas de obispado, se facilitarían las visitas de autoridades civiles y eclesiásticas que velaran por el buen tratamiento y libertad de los trabajadores, sin embargo, la reducción no se efectuó.[cita requerida]
En 1767 el marqués de Croix (1766-1771) expidió las primeras ordenanzas humanitarias contra la esclavitud en los obrajes. Estas mismas ordenanzas fueron reeditadas en 1781 por el virrey Martín de Mayorga de Alcántara (1779-1783) por cuenta de los obrajeros queretanos quienes las violaban sistemáticamente. Ni la reexpedición de las ordenanzas en 1781 produjo cambios en las condiciones debido a que los obrajeros continuaban a la defensiva contra los derechos de los obreros continuando la esclavitud. A esto se le atribuye que para el año de 1803 se hace visible una decadencia en la industria pañera poblana. En el año de 1807 en Puebla ya no se fabricaba lo suficiente para abastecer al mercado.[cita requerida]